# Assimilazione culturale
L'assimilazione culturale è un tipo particolare di acculturazione. Con questa espressione si intende quel processo per cui un individuo o un gruppo abbandona la propria cultura e cerca di assumere quella dominante.
Solitamente, i soggetti dell'assimilazione culturale sono gruppi etnico-linguistici di origine esterna rispetto ai paesi in cui sono residenti; pur tuttavia, il termine è impiegato anche in riferimento all'assorbimento di specifici gruppi autoctoni (portatori ugualmente di distinte culture e subculture minoritarie) in una comunità statale largamente istituzionalizzata, la cui cultura è ritenuta dal suddetto gruppo etnico minoritario come più sofisticata o prestigiosa rispetto alla propria.
In ogni caso, questo processo porta alla perdita di tutte o molte delle caratteristiche culturali che rendevano il gruppo differente e distinguibile.
Una regione o una società dove è avvenuto un qualsiasi tipo di assimilazione culturale è generalmente chiamata melting pot.